# Royale Alliance Melen-Micheroux
 (juin 2020).
Si vous disposez d'ouvrages ou d'articles de référence ou si vous connaissez des sites web de qualité traitant du thème abordé ici, merci de compléter l'article en donnant les références utiles à sa vérifiabilité et en les liant à la section « Notes et références ».
Pour les articles homonymes, voir Melen (homonymie).
Maillots
Dernière mise à jour : 3 août 2017.
Le Royale Alliance Melen-Micheroux est un club de football belge, basé dans la commune de Soumagne. Le club, porteur du matricule 1249, est issu de fusions successives entre différents clubs de Soumagne, basés à Melen et Micheroux, dont le club tire son nom actuel. Au cours de son Histoire, il joue durant 24 saisons dans les divisions nationales, dont 2 au troisième niveau. Lors de la saison 2017-2018, il évolue en première provinciale.

## Histoire
En 1908, un premier club de football est fondé sur le territoire de l'actuelle commune de Soumagne, plus précisément dans le village de Micheroux, le Micheroux Football Club. Deux ans plus tard, le Football Club Fecher Soumagne voit le jour. En 1920, le club de Micheroux arrête ses activités. Le FC Fecher Soumagne déménage à Micheroux en 1926, et change son nom en Cercle Sportif Avenir Micheroux. Un 1928, un nouveau club est fondé, cette fois dans le village de Melen, et baptisé simplement Melen Football Club. Contrairement au CS Micheroux, ce nouveau club s'affilie d'emblée à l'Union belge de football, qui lui attribue le matricule 1249 et le verse dans les séries régionales liégeoises.
En 1931, le Micheroux Football Club est refondé sous la même appellation. Dix ans plus tard, il est absorbé par le Melen Football Club, qui adapte son nom en FC Melen-Micheroux, et conserve son matricule 1249. Cette fusion apporte rapidement des résultats, et permet au club de rejoindre pour la première fois en 1945 la Promotion, alors troisième et dernier niveau national. Quatorzième dans sa série, le club est néanmoins relégué après une saison. Il remonte en nationales en 1951, et cette fois réalise une bien meilleure saison en terminant à la septième place. Malheureusement pour le club, la Fédération décide cette année-là d'une grande réforme du football national, passant par une réduction conséquente du nombre d'équipes aux deuxième et troisième niveau, et la création d'un quatrième niveau national, qui hérite du nom de Promotion. Le club mélinois est ainsi relégué vers cette nouvelle Promotion. Un an plus tard, il est à nouveau relégué, cette fois sportivement, et retourne en provinciales.
Un an plus tard, le club est de retour en Promotion. Il parvient à éviter la relégation la première saison, mais termine dernier la suivante, et redescend une nouvelle fois en provinciales en 1956. Melen-Micheroux remonte en nationales en 1959, mais en est relégué après une saison. En fin de saison, il absorbe le Cercle Sportif Avenir Micheroux, affilié à l'Union Belge dans les années 1930 et porteur du matricule 2517, pour former l'Alliance Melen-Micheroux, toujours sous le matricule 1249. Le 24 novembre 1965, le club est reconnu « Société Royale », et adapte son nom en Royale Alliance Melen-Micheroux, qu'il conserve toujours aujourd'hui.
En 1969, la « RAMM » revient en Promotion. Le club se maintient durant plusieurs saisons, terminant régulièrement dans la seconde moitié du classement, mais néanmoins à l'abri de la relégation. En 1975, il obtient la quatrième place dans sa série. Le club reste en Promotion jusqu'en 1979, quand il est de nouveau relégué en première provinciale, après avoir passé dix saisons consécutives au niveau national, un record pour le matricule 1249. Trois ans plus tard, le club remonte en Promotion, mais n'y joue qu'une saison avant de redescendre en provinciales.
En 1986, l'Alliance revient en Promotion, et y réalise sa meilleure performance en terminant la saison vice-champion de sa série, derrière Aubel. Ce n'est hélas qu'un feu de paille pour le club, qui finit dernier l'année suivante, et redescend donc en provinciales. Un an plus tard, le club revient en Promotion, et y dispute quatre saisons, avec comme meilleur résultat une huitième place en 1990. Relégué en 1993, le club doit patienter onze années, pendant lesquelles il chute jusqu'en deuxième provinciale, pour revenir en provinciales. Melen-Micheroux passe la saison 2004-2005 en Promotion, mais est relégué directement. Depuis lors, il n'a plus quitté les séries provinciales liégeoises.

## Résultats dans les divisions nationales
Statistiques arrêtées au 30 juin 2011

### Bilan
| Niv | Divisions     | Jouées | Titres | TM Up | TM Down |
| --- | ------------- | ------ | ------ | ----- | ------- |
| I   | 1re nationale | 0      | 0      |       |         |
| II  | 2e nationale  | 0      | 0      |       |         |
| III | 3e nationale  | 2      | 0      |       |         |
| IV  | 4e nationale  | 22     | 0      |       |         |
| V   | 5e nationale  | 0      | 0      |       |         |
|     |               |        |        |       |         |
|     | TOTAUX        | 24     | 0      | 0     | 0       |

- TM Up : test-match pour départager des égalités, ou toutes formes de Barrages ou de Tour final pour une montée éventuelle.
- TM Down : test-match pour départager des égalités, ou toutes formes de Barrages ou de Tour final pour le maintien.

### Classements saison par saison
| Ordre               | Saison  | Nom du club        | Niveau                 | Classement final | Remarques |
| ------------------- | ------- | ------------------ | ---------------------- | ---------------- | --------- |
| 1                   | 1945-46 | Melen-Micheroux    | Promotion (D3) série D | 14e/16           | Relégué!  |
| séries provinciales |         |                    |                        |                  |           |
| 2                   | 1951-52 | Melen-Micheroux    | Promotion (D3) série D | 7e/16            | Relégué!  |
| 3                   | 1952-53 | Melen-Micheroux    | Promotion série C      | 15e/16           | Relégué!  |
| séries provinciales |         |                    |                        |                  |           |
| 4                   | 1954-55 | Melen-Micheroux    | Promotion série D      | 13e/16           |           |
| 5                   | 1955-56 | Melen-Micheroux    | Promotion série D      | 13e/16           | Relégué!  |
| séries provinciales |         |                    |                        |                  |           |
| 6                   | 1959-60 | Melen-Micheroux    | Promotion série B      | 16e/16           | Relégué!  |
| séries provinciales |         |                    |                        |                  |           |
| 7                   | 1969-70 | RA Melen-Micheroux | Promotion série D      | 11e/16           |           |
| 8                   | 1970-71 | RA Melen-Micheroux | Promotion série A      | 11e/16           |           |
| 9                   | 1971-72 | RA Melen-Micheroux | Promotion série B      | 10e/16           |           |
| 10                  | 1972-73 | RA Melen-Micheroux | Promotion série A      | 8e/16            |           |
| 11                  | 1973-74 | RA Melen-Micheroux | Promotion série B      | 12e/16           |           |
| 12                  | 1974-75 | RA Melen-Micheroux | Promotion série B      | 4e/16            |           |
| 13                  | 1975-76 | RA Melen-Micheroux | Promotion série D      | 13e/16           |           |
| 14                  | 1976-77 | RA Melen-Micheroux | Promotion série D      | 12e/16           |           |
| 15                  | 1977-78 | RA Melen-Micheroux | Promotion série A      | 13e/16           |           |
| 16                  | 1978-79 | RA Melen-Micheroux | Promotion série A      | 14e/16           | Relégué!  |
| séries provinciales |         |                    |                        |                  |           |
| 17                  | 1982-83 | RA Melen-Micheroux | Promotion série D      | 14e/16           | Relégué!  |
| séries provinciales |         |                    |                        |                  |           |
| 18                  | 1986-87 | RA Melen-Micheroux | Promotion série D      | 2e/16            |           |
| 19                  | 1987-88 | RA Melen-Micheroux | Promotion série D      | 16e/16           | Relégué!  |
| séries provinciales |         |                    |                        |                  |           |
| 20                  | 1989-90 | RA Melen-Micheroux | Promotion série C      | 8e/16            |           |
| 21                  | 1990-91 | RA Melen-Micheroux | Promotion série D      | 13e/16           |           |
| 22                  | 1991-92 | RA Melen-Micheroux | Promotion série C      | 13e/16           |           |
| 23                  | 1992-93 | RA Melen-Micheroux | Promotion série D      | 16e/16           | Relégué!  |
| séries provinciales |         |                    |                        |                  |           |
| 24                  | 2004-05 | RA Melen-Micheroux | Promotion série D      | 15e/16           | Relégué!  |
| séries provinciales |         |                    |                        |                  |           |